# Corruptela
Corruptela é a deformação de palavras originada pela má compreensão ou rápida visualização (gerando baixa memorização gramatical; algo como assimilar o significado de uma palavra sem prestar muita atenção à sua "casca gráfica", ou seja, no modo como ela é materializada em caracteres) e posterior reprodução, ou ainda de forma proposital, como forma de eufemismo para uma expressão considerada inapropriada ou de baixo calão.
Muitas palavras formaram-se a partir de corruptelas, como por exemplo o pronome você, originado por várias corruptelas de "vossa mercê". (vossa mercê, vosmercê, vosmicê, vonce e finalmente você).